# Ермолаев, Андрей Игоревич
Андрей Игоревич Ермолаев (род. 12.06.1959) — российский генетик, историк науки и исследователь фантастической литературы, один из организаторов движения любителей фантастики и ролевых игр.

## Биография
Учился в Казанском и Ленинградском  университетах. В 1985—2002 годах работал на кафедре генетики Казанского государственного университета: начал в должности инженера, затем стал ассистентом потом — старшим преподавателем. Читал курсы «Генетический анализ», «Генетика микроорганизмов», «Психогенетика», «История генетики» и другие. Кандидат биологических наук (диссертация «История генетических исследований в Казанском университете: 1804—1976 гг.», 2005). В этом исследовании, выпущенном также как монография, описал историю кафедры, на которой работал. Соавтор учебника для вузов «Историческая хронология».
С 2002 года живёт в Санкт-Петербурге. Работал ведущим редактором издательства «Terra Fantastica», готовил редактуры для издательств АСТ, ЭКСМО, Азбука, Лениздат, Лань. С 2006 года — старший научный сотрудник Санкт-Петербургского филиала Института истории естествознания и техники имени С. И. Вавилова. Член Координационного совета Санкт-Петербургского союза учёных, редколлегий журналов «Историко-биологические исследования» (в первые годы этого журнала, с 2009 по 2012 годы, занимал должность ответственного секретаря) и «Родник знаний».
В 1985 году организовал в Казани существующий и поныне Клуб любителей фантастики «Странники» и руководил им до 2002 года. С середины 80-х по 1991 год Андрей Ермолаев ежегодно выезжал на фестиваль «Аэлита». В 1991 выступил инициатором проведения в Казани фестиваля фантастики и ролевых игр «Зиланткон», был председателем оргкомитета этого фестиваля в течение десяти лет. В 2000, юбилейном для Зилаткона году, передал руководство оргкомитетом Борису Фетисову, с этого времени остаётся почетным Президентом фестиваля и сопредседателем жюри литературной премии «Большой Зилант». В 2002—2004 — член оргкомитета конвента «Странник». С 2005 по 2011 — заместитель председателя оргкомитета конвента «Интерпресскон». С 2005 — президент петербургского КЛФ «Третья половина». С 2011 — почётный председатель оргкомитета Петербургской фантастической ассамблеи. Составитель самой полной библиографии Роберта Хайнлайна на русском языке.
Лауреат премий «Малый Зилант» 1995 года (за заслуги перед фэндомом), «Дюрандаль» (за заслуги перед ролевым движением), Премии им. Ефремова 2013 года (за редакторскую деятельность и пропаганду фантастики).